# Holopleura marginata
Holopleura marginata är en skalbaggsart som beskrevs av Leconte 1873. Holopleura marginata ingår i släktet Holopleura och familjen långhorningar. Inga underarter finns listade i Catalogue of Life.